# Furcile caudine
Furcile caudine: jug, constituit dintr-o lance dispusă orizontal peste alte două înfipte în pământ, sub care a fost silită să treacă, în semn de umilire, armata romană învinsă de samniți (321 î.Hr.).

## Al doilea război Samnit(326 e.v.-304 e.v.)

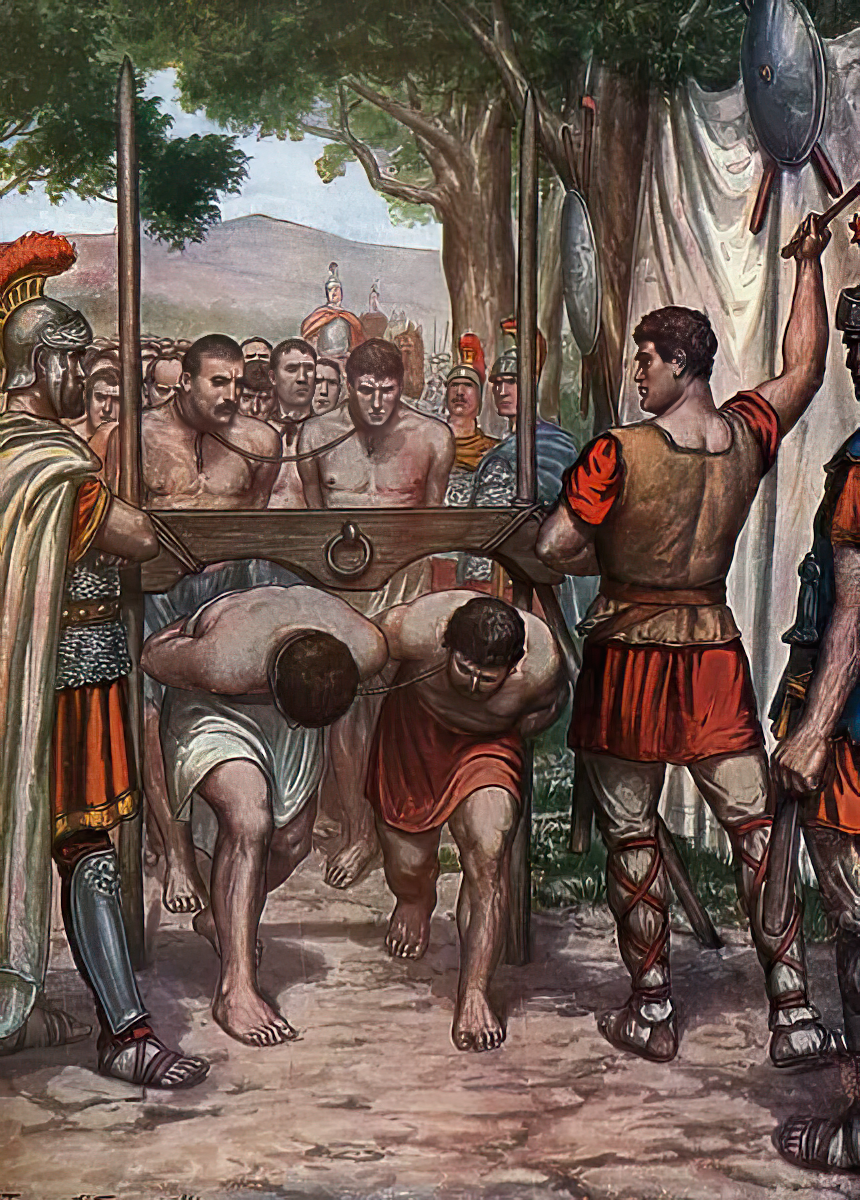
Furcile caudine în Al doilea război Samnit, pictură de Tancredi Scarpelli (1866-1937).

În anul 327 e.v. a reînceput războiul între samniții de pe dealuri și cei din câmpia Campania. Cei de la câmpie au solicitat ajutorul Romei și romanii s-au confruntat cu samniții în mijlocul văii râului Liris, începând astfel Al Doilea Război cu Samniții sau, Marele Război cu Samniții (326-304 î.Hr.) care a durat douăzeci de ani. În anul (321 e.v.), doi consuli romani, conducând o forță invadatoare în Samnium, au fost prinși într-o trecătoare montană, Caudium. După o luptă disperată, trupele romane au acceptat condițiile umilitoare impuse de conducătorul samniților victorioși, Gaius Pontius. Romanii au fost dezarmați și obligați să treacă „pe sub un jug”, ca un dușman învins și demn de rușine, ritual străvechi de subjugare prin care cel învins va trebui să se aplece și să treacă pe sub un fel de jug de car cu boi. Pentru ca înjosirea să fie maximă, jugul Furcile caudine era făcut din sulițele romanilor, iar cea mai mare rușine a unui soldat roman era să-și piardă sulița.

## Un cântec barbar
Fragment din Un cântec barbar de George Coșbuc (text de la Wikisource):